# Vingt-quatre Heures (film, 1931)
Pour plus de détails, voir Fiche technique et Distribution.
Vingt-quatre Heures (24 Hours) est un film américain réalisé par Marion Gering, sorti en 1931.

## Fiche technique
- Titre original : 24 Hours
- Titre français : Vingt-quatre Heures
- Réalisation : Marion Gering
- Scénario : Louis Weitzenkorn d'après le roman de Louis Bromfield et la pièce de William C. Lengle et Lew Levenson
- Photographie : Ernest Haller
- Société de production : Paramount Pictures
- Pays d'origine : États-Unis
- Format : Noir et blanc
- Genre : drame
- Durée : 66 minutes
- Date de sortie : 1931

## Distribution
- Clive Brook : Jim Towner
- Kay Francis : Fanny Towner
- Miriam Hopkins : Rosie Duggan
- Regis Toomey : Tony 'Sicily' Bruzzi
- George Barbier : Hector Champion
- Adrienne Ames : Ruby Wintringham
- Minor Watson : David Melbourn
- Charlotte Granville : Sairna Jerrold
- Lucille La Verne : Mme Dacklehorst
- Wade Boteler : Pat Healy

Parmi les acteurs non crédités :
- Charles D. Brown : Détective
- Mary Gordon : Infirmière
- Robert Homans : Sergent
- Bob Kortman : Dave
- Malcolm Waite : Murphy